# Phạm Hữu Tiệp
Phạm Hữu Tiệp (sinh 1963 tại Hà Nội) là nhà Toán học Việt Nam, Giáo sư Đại học Rutgers, Hoa Kỳ. Ông là chuyên gia hàng đầu về lý thuyết nhóm, lý thuyết biểu diễn và đại số Lie, nổi tiếng vì giải quyết được nhiều bài toán lớn như giả thuyết của Ore về các nhóm hoàn hảo, giả thuyết độ cao zero của Richard Brauer về độ phức tạp trong việc biểu diễn các đại lượng theo nhóm, và lý thuyết Deligne-Lusztig về vết của ma trận trong lý thuyết biểu diễn nhóm.

## Thân thế và sự nghiệp
Phạm Hữu Tiệp là cựu học sinh trường Chu Văn An, Hà Nội. Ông tham gia Olympic Toán học quốc tế (IMO) tổ chức tại Anh năm 1979, giành huy chương Bạc.
Năm 1980, ông sang học khoa Toán – Cơ của Đại học Tổng hợp Lomonosov, Liên Xô. Tốt nghiệp năm 1985, ông làm tiếp nghiên cứu sinh và bảo vệ luận án phó tiến sĩ (học vị ở các nước Khối Đông tương đương tiến sĩ) vào năm 1989, rồi luận án tiến sĩ (nay gọi là tiến sĩ khoa học) vào năm 1991.
Năm 1996, ông sang Mỹ và làm việc tại nhiều đại học như Ohio, Florida, Arizona.
Năm 2013, ông là hội viên danh dự Hội Toán học Hoa Kỳ.
Từ năm 2018 đến nay, ông là giáo sư Đại học Rutgers, cộng tác với Viện nghiên cứu khoa học toán học (MSRI) Berkeley, Viện nghiên cứu cao cấp Princeton.
Ông cộng tác cùng M.W. Liebeck, E.A. O'Brien, A. Shalev chứng minh Giả thuyết Ore về các nhóm hoàn hảo, công trình được đăng trên tạp chí của Hội toán học châu Âu năm 2010.
Tại Đại hội toán học thế giới (ICM) năm 2018 ở Rio de Janero, ông được mời trình bày ở tiểu ban Đại số. Cùng với Đinh Tiến Cường, ông là người Việt Nam thứ năm được vinh dự mời đọc báo cáo (sectional speaker) tại Đại hội này sau Frédéric Phạm (1970), Dương Hồng Phong (1994), Ngô Bảo Châu (2006, đặc biệt năm 2010 ông là plenary speaker), Vũ Hà Văn (2014).

## Xuất bản

### Một số bài báo
(xem thêm tại selected papers và recent papers)
- Michael Larsen, Aner Shalev, Pham Huu Tiep, Probabilistic Waring problems for finite simple groups, Annals of Math. 190 (2019), 561 - 608
- Robert M. Guralnick, Martin W. Liebeck, E. A. O'Brien, Aner Shalev, Pham Huu Tiep, Surjective word maps and Burnside's p^aq^b theorem, Invent. Math. 213 (2018)
- Pham Huu Tiep, Real ordinary characters and real Brauer characters, Trans. Amer. Math. Soc. 367 (2015)
- Gabriel Navarro & Pham Huu Tiep, Brauer characters and rationality, Math. Z. 276 (2014), 1101 - 1112
- Gabriel Navarro & Pham Huu Tiep, A reduction theorem for the Alperin weight conjecture, Invent. Math. 184 (2011)
- Martin W. Liebeck, Eamonn A. O'Brien, Aner Shalev and Pham Huu Tiep, The Ore conjecture, J. Europ. Math. Soc. 12 (2010), 939 -1008
- Gabriel Navarro & Pham Huu Tiep, Rational Brauer characters, Math. Annalen 335 (2006), 675 - 686
- Pham Huu Tiep, A. E. Zalesskii, Mod p reducibility of unramified representations of finite groups of Lie type, Proc. London Math. Soc. 84 (2002)
- Neil Dummigan, Pham Huu Tiep, Lower bounds for the minima of certain symplectic and unitary group lattices, Amer. J. Math. 121 (1999)

### Sách
- A I Kostrikin; Huu Tiep Pham, Orthogonal decompositions and integral lattices[liên kết hỏng], Berlin ; New York : Walter de Gruyter, 1994.